# 奥兰中间党
奥兰中间党（瑞典語：Åländsk Center）是芬兰奥兰自治区内的政党，其意识形态为中间主义和农业主义。该党成立于1976年。
在2019年的奥兰议会选举中，奥兰中间党的得票率最高，为27.9%，并获得了30个席位中的9个。